# Kenji Sahara
Kenji Sahara (Kawasaki, 14 maggio 1932) è un attore giapponese.
Il suo vero nome è Masayoshi Kato (加藤 正好?, Katō Masayoshi). Inizialmente utilizzò lo pseudonimo di Tadashi Ishihara prima di cambiarlo quando ha ottenuto il ruolo principale nel film Rodan del 1956.
Sahara ha lavorato per numerose produzioni della Toho, lo studio che ha prodotto ventinove film di Godzilla (l'ultimo dei quali uscito nel luglio 2016) ed in vari capitoli della serie Ultra Q. Sahara è inoltre comparso in almeno trenta kaijū, spesso in ruoli di supporto.

## Filmografia

### Cinema
- Godzilla (1954)
- Rodan (1956)
- I misteriani (1957)
- Mothra (1961)
- Gorath (1962)
- Il trionfo di King Kong (1962)
- Matango (1963)
- Atragon (1963)
- Watang! Nel favoloso impero dei mostri (1964)
- Ghidorah! Il mostro a tre teste (1964)
- Frankenstein alla conquista della Terra (1965)
- La tua pelle o la mia, regia di Frank Sinatra (1965)
- Kong, uragano sulla metropoli (1966)
- Il figlio di Godzilla (1967)
- Gli eredi di King Kong (1968)
- Gojira, Minira, Gabora. All kaijū daishingeki (1969)
- Atom, il mostro della galassia, regia di Ishirō Honda (1970)
- Godzilla contro i robot (1974)
- Distruggete Kong! La Terra è in pericolo! (1975)
- Godzilla vs. King Ghidorah (1991)
- Godzilla vs. Mechagodzilla (1993)
- Godzilla vs. Space Godzilla (1994)
- Godzilla: Final Wars (2004)

### Televisione
- Ultra Q (1966)
- Ultraseven (1967)
- Kaettekita Ultraman (1971)
- Ultraman Leo (1974)
- Ultraman 80 (1980)